# John Eames
Pour les articles homonymes, voir Eames.
John Eames, né le 2 février 1686 à Londres et mort le 29 juin 1744, est un érudit anglais.

## Biographie
John Eames est né à Londres. Bien que laïque, il remplit, depuis 1734 jusqu'à sa mort, les fonctions de maître de conférences de théologie dans une institution de dissidents, la Fund Academy. L'amitié de Newton le fit recevoir membre de la Royal Society. Il rédigea, avec John Martyn, un abrégé des travaux de cette société savante, The Philosophical Transactions from 1719 to 1733 abridged (2 vol. in-4). On lui doit aussi une édition de The Knowledge of the Heavens and Earth made easy, par Isaac Watts (1726, in-8). Il est mort le 29 juin 1744.